# Enrique VIII (teatro)

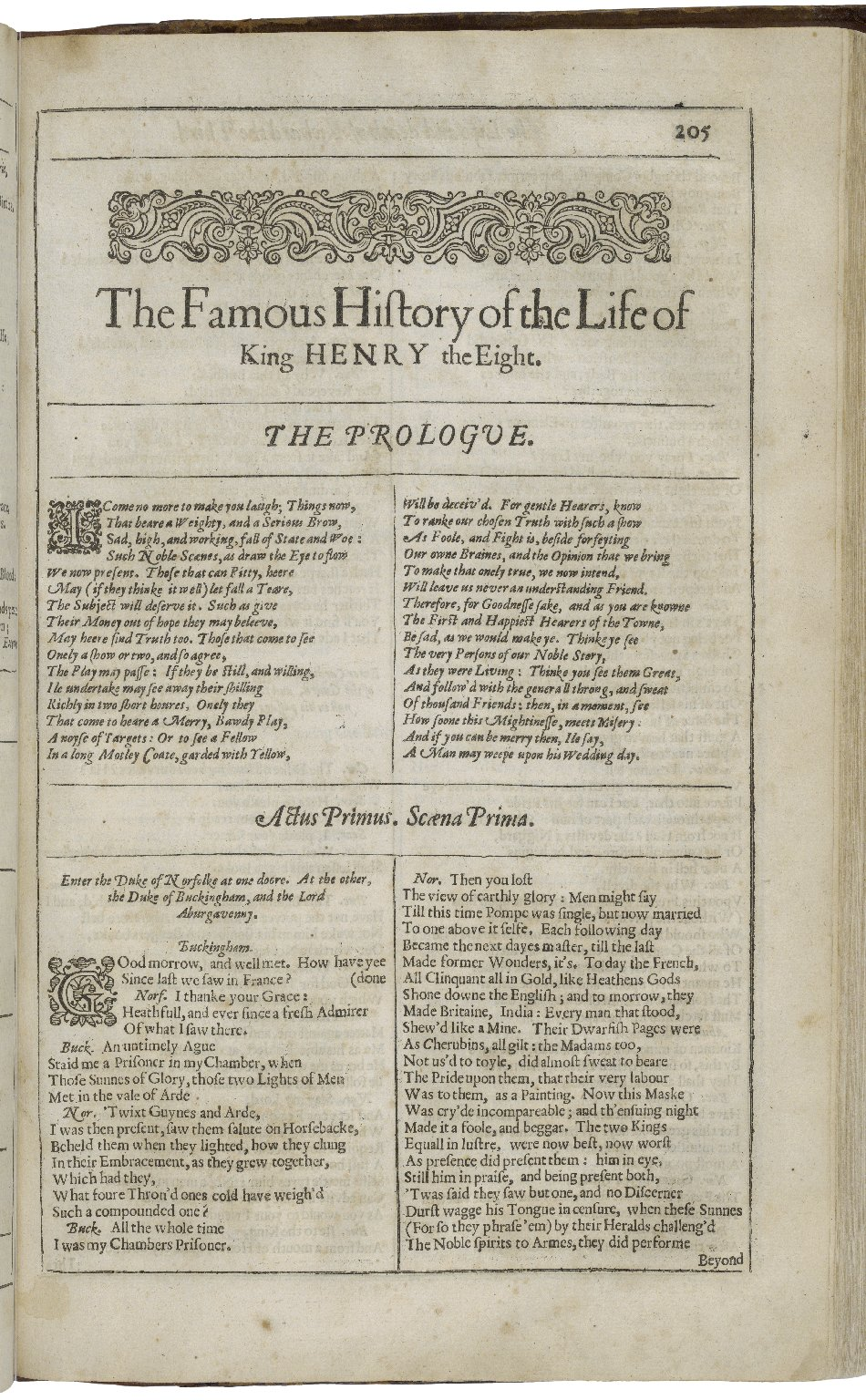
Primera página de «La famosa historia de la vida del rey Enrique VIII», impresa en 1632

Enrique VIII es un drama histórico escrito por William Shakespeare en colaboración con John Fletcher sobre la vida de Enrique VIII de Inglaterra. En documentos de la época se recoge un título alternativo, All Is True («Todo es verdad»), ya que el de 'Enrique VIII' no aparece hasta la publicación de la obra en el First Folio de 1623. El estilo indica que ciertas escenas fueron escritas por Shakespeare o por su colaborador y sucesor, John Fletcher. También tiene características estructurales de las últimas novelas de Shakespeare.
Durante una representación de Enrique VIII en el teatro Globe en 1613, un cañonazo utilizado en efectos especiales prendió en el tejado de paja y las vigas del edificio, incendiando el teatro original hasta convertirlo en escombros.

## Personajes
- Enrique VIII – Rey de Inglaterra
- Cardenal Wolsey – Arzobispo de York y lord canciller; inicialmente, consejero principal de Enrique
- Catalina de Aragón – Primera esposa de Enrique
- Ana Bolena – Dama de honor de la reina Catalina, y más tarde, segunda esposa de Enrique y reina de Inglaterra
- Edward Stafford – duque de Buckingham. Odia a Wolsey, que le acusa de traición
- Thomas Cranmer – Arzobispo de Canterbury, sustituye a Wolsey como consejero principal del rey
- Stephen Gardiner – Estrecho aliado de Wolsey, secretario del rey y más adelante obispo de Winchester
- Lord chambelán– Históricamente, la obra cubre un periodo en el que el puesto fue ocupado por Charles Somerset y lord Sands, pero se trata como si fuera una única persona[3]
- Duque de Norfolk – Abuelo de Ana Bolena, más tarde conde mariscal
- Duque de Suffolk – Cuñado de Enrique, más tarde lord gran senescal
- Duque de Surrey – Hijo de Norfolk y yerno de Buckingham, también lord teniente de Irlanda
- Cardenal Campeius – Legado papal enviado para juzgar la legitimidad del matrimonio de Enrique y Catalina
- Caputius – Embajador de Carlos I de España (sobrino de Catalina)
- Sir Thomas Cromwell – Secretario y protegido de Wolsey, más tarde secretario del consejo privado
- Lord Sands – Históricamente, era lord chambelán durante parte del periodo que cubre la obra[3]
- Lord Abergavenny – Yerno de Buckingham
- Lord canciller – Moro sustituye a Wolsey, después de lo cual, nunca se le vuelve a mencionar por su nombre[4]
- Obispo de Lincoln
- Sir Thomas Lovell – Canciller de la Hacienda
- Sir Henry Guildford – Caballerizo mayor
- Sir Nicholas Vaux – Gobernador de Guînes
- Sir Anthony Denny – Gentilhombre del excusado
- Dr. Butts – Médico personal de Enrique
- Griffith – Ujier de Catalina
- Rey de armas de la Jarretera
- Intendente de Buckingham – Históricamente, Charles Knevet[3]
- Brandon – Históricamente, Henry Marney[5]
- Sargento de armas
- Portero
- Anciana – Chaperona de Ana Bolena
- Patience – Dama de compañía de Catalina
- Conserje de la Sala del Consejo
- Primer secretario – Trabaja para Wolsey
- Segundo secretario – Trabaja para Wolsey
- Primer escriba – En el juicio de Catalina
- Segundo escriba – En el juicio de Catalina
- Pregonero
- Paje de Gardiner
- Tres caballeros
- Sirviente del lord chambelán
- Ayudante del portero
- Mensajero

En el tribunal del legado
- Arzobispo de Canterbury – Predecesor de Thomas Cranmer (personaje sin diálogos)
- Obispo de Ely (personaje sin diálogos)
- Obispo de Rochester (personaje sin diálogos)
- Obispo de Saint Asaph (personaje sin diálogos)

En la coronación de Ana Bolena
- Marqués de Dorset (personaje sin diálogos)
- Obispo de Londres (personaje sin diálogos)
- Lord alcalde de Londres (personaje sin diálogos)

En el bautizo de Isabel
- Princesa Isabel en su infancia (personaje sin diálogos)
- Marquesa de Dorset – Madrina de Isabel (personaje sin diálogos)
- Duquesa de Norfolk – Madrina de Isabel (personaje sin diálogos)

|}

## Resumen
La obra comienza con un prólogo (narrado por una figura no identificada), que advierte a la audiencia de que va a ver una obra de teatro seria, y pide a los asistentes, «Los primeros y más felices oyentes de la ciudad», que «estén tristes, como vamos a hacerles sentir».
El acto I comienza con una conversación entre el duque de Norfolk, Buckingham y lord Abergavenny, que expresan su resentimiento por el implacable poder y la arrogancia del cardenal Wolsey. Wolsey pasa por la escena con sus ayudantes y muestra su hostilidad hacia Buckingham, que más tarde es arrestado, acusado de traición, por obra de Wolsey.

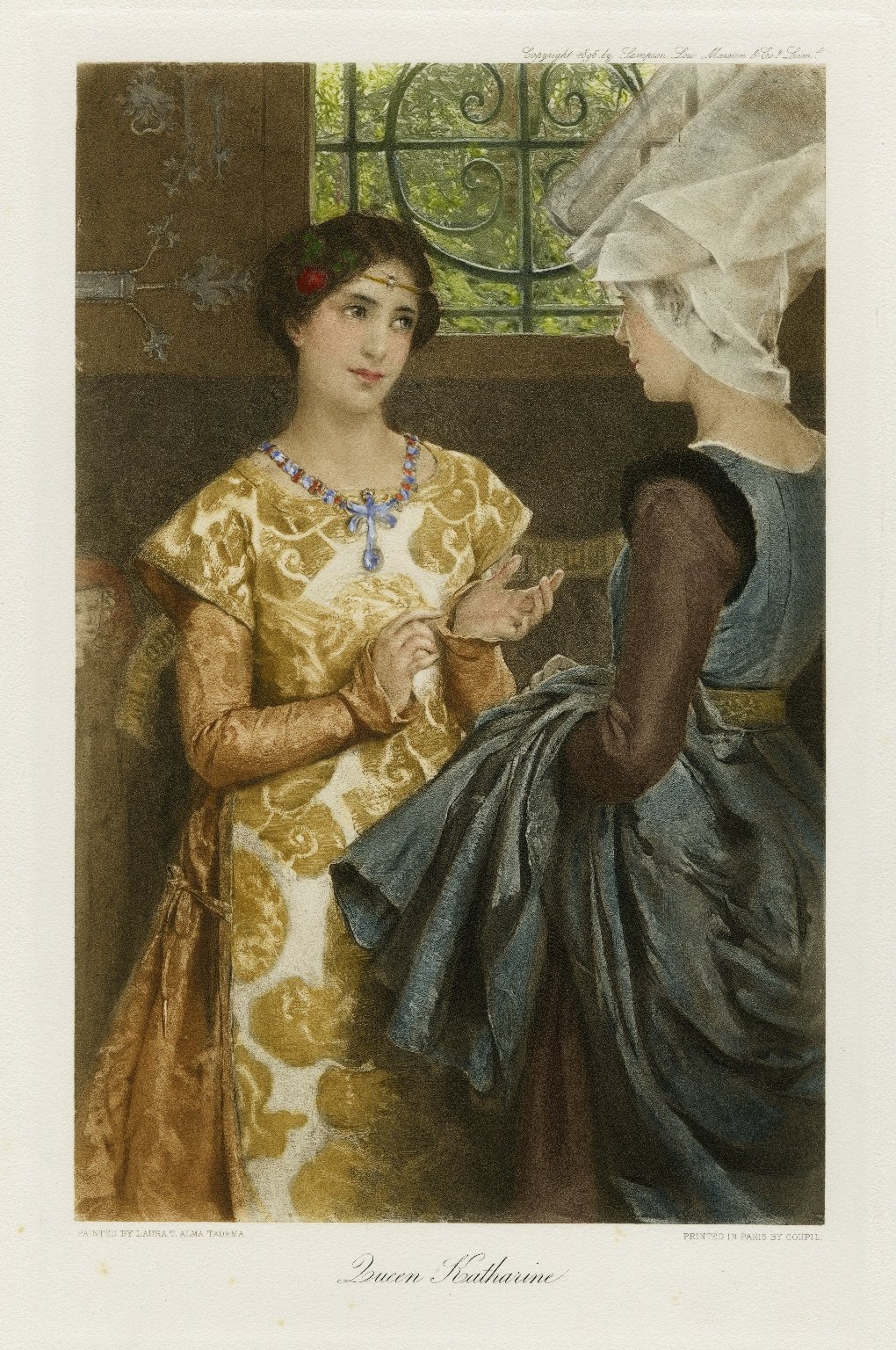
Imagen de la reina Catalina, de The Graphic Gallery of Shakespeare's Heroines

La segunda escena introduce al rey Enrique VIII, y muestra su dependencia de Wolsey, su valido. La reina Catalina entra para protestar de la forma en la que Wolsey abusa del sistema de impuesto en su beneficio. Wolsey se defiende, pero cuando el rey revoca las medidas del cardenal, este difunde el rumor de que es él mismo el responsable de la decisión real. Catalina también critica el arresto de Buckingham, pero Wolsey presenta al testigo principal de la acusación, el intendente del duque. Tras oír su declaración, el rey ordena someter a juicio a Buckingham.
En un banquete organizado por Wolsey, el rey y sus cortesanos aparecen disfrazados y con máscaras. El rey baila con Ana Bolena.
Dos caballeros anónimos inician el acto II. Uno le relata al otro el juicio por traición de Buckingham. El propio duque entra esposado después de ser declarado culpable y se despide de sus seguidores y del público. Tras su salida, los dos caballeros hablan de rumores cortesanos, sobre todo de la hostilidad de Wolsey hacia Catalina. En la siguiente escena, Wolsey comienza sus maniobras contra la reina, mientras los nobles Norfolk y Suffolk observan con mirada crítica. Wolsey presenta al cardenal Campeius y a Gardiner al rey. Campeius ha llegado para actuar como juez en el juicio que Wolsey está organizando para Catalina.
Ana Bolena conversa con su anciana chaperona, expresando su compasión por los problemas de la reina, pero entra el lord chambelán para informarle de que el rey la ha nombrado marquesa de Pembroke. Cuando el lord se va, la anciana bromea con el súbito avance de Ana en los favores del rey.

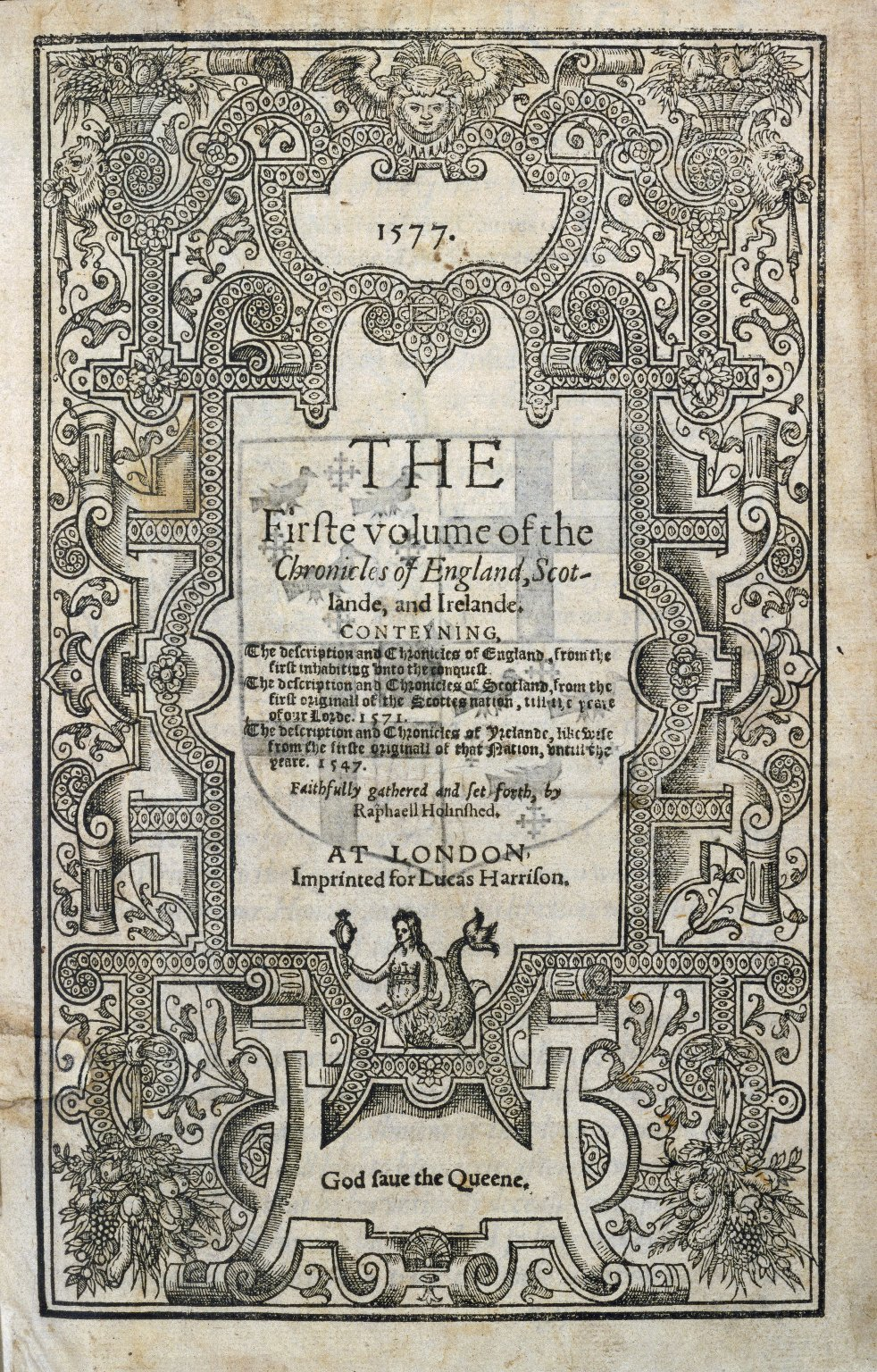
Primera edición de Chronicles of England, Scotlande, and Irelande, de Raphael Holinshed, impreso en 1577

La escena del juicio representa la declaración de Catalina ante el rey y sus cortesanos. Catalina reprocha a Wolsey sus maquinaciones contra ella, y se niega a permanecer para el proceso. Pero el rey defiende a Wolsey, y afirma que han sido sus propias dudas sobre la legitimidad de su matrimonio lo que ha conducido al juicio. Campeius protesta, alegando que la vista no puede continuar en ausencia de la reina, y el rey aplaza el proceso a regañadientes. Wolsey y Campeius se enfrentan a Catalina, rodeados de sus damas de honor, y la reina protesta, resentida por cómo la han tratado.
Norfolk, Suffolk, Surrey y el lord chambelán conspiran contra Wolsey. Varias cartas del cardenal al papa han llegado a manos del rey, y demuestran que Wolsey practica un doble juego, oponiéndose al divorcio de Enrique y Catalina ante el papa mientras lo apoya ante el rey. Disgustado, el rey se enfrenta a Wolsey, que por primera vez se da cuenta de que ha perdido el favor del monarca. Los nobles se burlan de Wolsey, que aparta a su seguidor Cromwell para no arrastrarlo en su caída.
Dos caballeros observan y comentan la elegante procesión de la coronación de Ana Bolena, que pasa por la escena ante ellos. Después se les une un tercero, que los pone al día de más rumores cortesanos ─el ascenso de Tomas Cromwell en el favor real─, y conspira contra Cranmer, el arzobispo de Canterbury. Caputius visita a Catalina, enferma, que llega a tener visiones de espíritus danzando. Catalina le expresa su eterna lealtad al rey a pesar del divorcio, y desea lo mejor a la nueva reina.
El rey llama a su presencia a un nervioso Cranmer para manifestarle su apoyo. Más tarde, cuando los miembros del consejo real le faltan al respeto, Enrique los reprueba, mostrando su favor al clérigo. Ana Bolena da a luz a una hija, la futura reina Isabel I. En las últimas escenas de la obra, el portero y su ayudante se quejan de la dificultad de contener el entusiasta gentío que acude al bautizo de la princesa. Se sucede otra procesión, seguida por las predicciones de las glorias que alcanzará el reinado de la recién nacida y los de sus sucesores. El epílogo, aunque reconoce que la obra no va a gustar a todo el mundo, pide la aprobación de la audiencia.

## Fecha

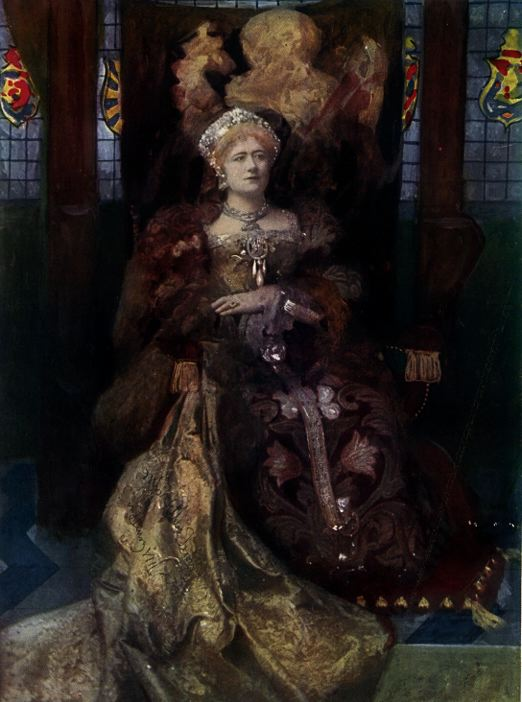
Dama Ellen Terry como Catalina de Aragón

La mayor parte de los estudiosos fechan Enrique VIII en 1613, el año en que ardió el teatro Globe durante una de las primeras representaciones de la obra. Un informe de la época afirma que la obra era nueva cuando ocurrió el incendio, y que «no se había representado más que 2 o 3 veces antes».
A pesar de estas pruebas, ha habido controversias sobre la fecha de la obra. En 1790, Nicholas Rowe escribió que el drama debió ser escrito después de la muerte de Isabel I en 1603, ya que su «elegía de la reina Isabel y de su sucesor Jacobo, al final de Enrique VIII, demuestra que se creó tras la ascensión al trono del último de esos dos príncipes». Rowe escribió esto antes de que se descubriera el documento sobre el incendio de 1613, que fue publicado por primera vez por Thomas Tyrwhitt, erudito del siglo XVIII, y parece confirmar su opinión.
No obstante, algunos estudiosos de los siglos XVIII y XIX, entre los que se cuentan Samuel Johnson, Lewis Theobald, George Steevens, Edmond Malone y James Halliwell-Phillipps, fecharon la obra antes de 1603. Malone sugirió que el breve pasaje de alabanza a Jacobo fue probablemente añadido para una representación durante su reinado, pero que la glorificación de Isabel implica que la obra estaba destinada a sus oídos. Jacobo odiaba la memoria de Isabel, por lo que no es probable que durante su reinado se añadieran esos elogios. Malone equivocó la entrada del "Entreludio del rey Enrique VIII", de Samuel Rowley (titulado When You See Me You Know Me, de 1605) en el Stationers' Register, creyendo que era una obra de Shakespeare, y argumentó que el hecho de que se considerara nueva en 1613 se debía a la adición de un prólogo y un epílogo, quizás escritos por Ben Jonson. En realidad, el drama de Shakespeare fue registrado el 8 de noviembre de 1623, junto con otras 15 obras inéditas, en preparación de la publicación del First Folio de ese año. Halliwell-Phillipps también era de la opinión de que la obra representada en 1613 era un trabajo completamente nuevo.
Los eruditos modernos ya no comparten estas opiniones. De hecho, a lo largo de toda la era Estuardo se escribieron, publicaron y republicaron obras de teatro que muestran retratos positivos de figuras importantes de la dinastía Tudor, como Enrique VIII (When You See Me You Know Me) o Isabel I (If You Know Not Me, You Know Nobody, de 1605). Puesto que hoy se cree que la obra es una de las colaboraciones de Shakespeare con John Fletcher, fecharla en 1613 es congruente con otras contribuciones de dicho autor.

## Crítica y análisis

### Autoría

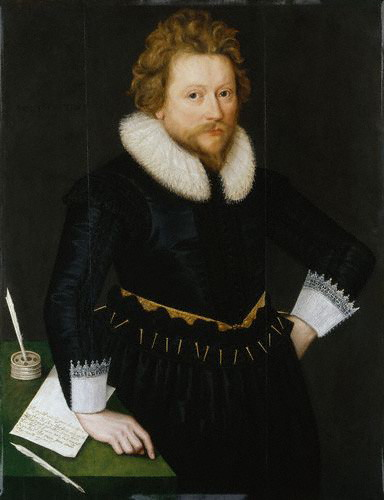
John Fletcher, probable autor de más de la mitad de la obra

El drama se publicó como obra de Shakespeare, y fue aceptado como tal por los estudiosos hasta 1850, cuando James Spedding, experto en Francis Bacon, planteó por primera vez la posibilidad de que fuera una colaboración con John Fletcher. Fletcher fue el autor que sustituyó a Shakespeare como dramaturgo principal de la compañía de teatro King's men. Se sabe que había colaborado con Shakespeare en otras obras, pero no hay pruebas de que lo hiciera en este caso. La evidencia radica en el estilo del verso, que en algunas escenas parece más cercano al de Fletcher que al de Shakespeare. Tampoco se sabe si la intervención de Fletcher puede denominarse colaboración o revisión, aunque la aparente división de escenas entre ambos autores sugiere lo primero.
Spedding y otros críticos del pasado recurrían a una serie de rasgos distintivos del estilo y la preferencia lingüística de Fletcher que se observan en la obra de Shakespeare. Durante el siguiente siglo, se debatió la cuestión de la doble autoría, y se acumularon pruebas que avalaban la hipótesis de una colaboración. En 1996, Erdman y Fogel escribieron que «hoy, una mayoría de estudiosos aceptan la teoría de la autoría parcial de Fletcher, aunque una minoría obstinada la niega».
Cyrus Hoy llevó a cabo en 1962 un influyente estudio estilístico o estilométrico, en el que dividió la obra entre Shakespeare y Fletcher basándose en sus características elecciones de palabras. Por ejemplo, Fletcher usa «ye» por «you» y «em» por «them». A mediados del siglo XIX, James Spedding había propuesto una división similar basándose en el uso de versos endecasílabos. Llegó a las mismas conclusiones que a las que Hoy llegaría un siglo más tarde. Actualmente está generalizada la división Spedding-Hoy, aunque estudios posteriores han cuestionado algunos de sus detalles.
La atribución más común de las partes del drama a los dos poetas es la siguiente:
Shakespeare: Acto I, escenas 1.ª y 2.ª; acto II, escenas 3.ª y 4.ª; acto III, escena 2.ª, líneas 1–203 (hasta la salida del rey); acto 5, escena 1.ª.
Fletcher: Prólogo; Acto I, escena 3; acto II, escenas 1.ª y 2.ª; acto III, escena 1.ª y 2.ª; versos 203–458 (tras la salida del rey); acto IV, escenas 1.ª y 2.ª; acto V, escenas de 2.ª a 5.ª; epílogo.

## Representación

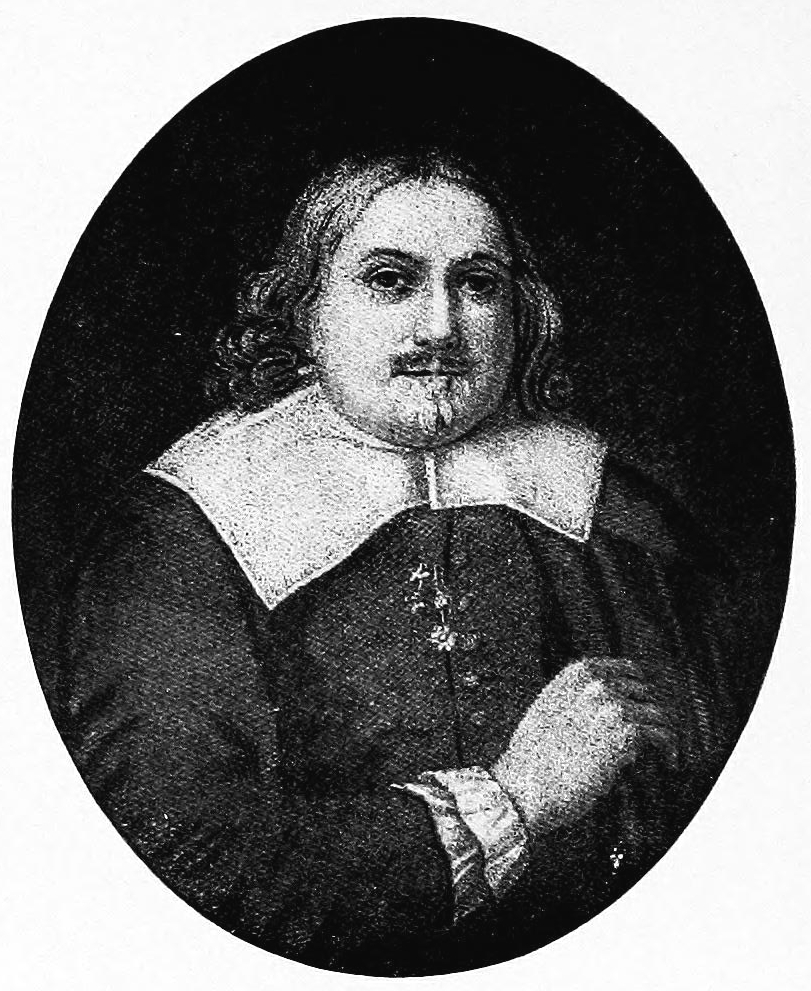
John Lowin, posiblemente el primer actor que representó a Enrique VIII

Se cree que Enrique VIII se estrenó como parte de los festejos que celebraron la boda de Isabel Estuardo en 1612─1613, aunque la primera representación de la que se tiene constancia escrita fue el 29 de junio de 1613. Esta representación fue especialmente señalada por el incendio que destruyó el teatro Globe durante su desarrollo, como se describe en varios documentos de la época, que confirman la fecha del siniestro. John Dowes, apuntador de la compañía Duke of York entre 1662 y 1706, afirma en su Roscius Anglicanus (1708), que el papel de Enrique VIII en esta obra fue representado originalmente por John Lowin, que «recibió instrucciones del propio Shakespeare».
Quince años exactos después del incendio, el 29 de junio de 1628, la compañía King's Men representó de nuevo la obra en el Globe. A la representación asistió George Villiers, entonces duque de Buckingham ─que no era descendiente ni tenía relación con el III duque de Buckingham que aparece en el drama─. El duque abandonó el teatro a la mitad de la representación, tras la ejecución de Buckingham. Un mes después, el propio Villiers fue asesinado.
Durante la época de la Restauración, sir William Davenant llevó de nuevo la obra a los escenarios, protagonizada por Thomas Betterton, que contó con Samuel Pepys entre el público. Betterton interpretó a Enrique VIII en 1664, y Colley Cibber lo hizo en varias ocasiones durante la década de 1720. Otros actores que intervinieron en la obra en épocas posteriores fueron David Garrick, Charles Kean, Henry Irving ─que eligió el papel de Wolsey, el personaje más malvado y quizás el más brillante de la obra─ y Ellen Terry, en el papel de Catalina de Aragón. La representación más larga de este drama en Broadway fue la producción de Herbert Beerbohm Tree en 1916, con Lyn Harding como Enrique VIII y Tree en el papel de Wolsey, que alcanzó la 63 funciones.
La popularidad de la obra declinó a mediados del siglo XX, aunque Charles Laughton la protagonizó en el teatro de Sadler's Wells en 1933. Otra representación notable fue la primera que se hizo en el reconstruido Globe, del 15 de mayo al 21 de agosto de 2010, con disparos de cañón en el mismo punto que en la producción de 1613.